# Ma Dong-seok
Ma Dong-seok (* 1. März 1971; wirklicher Name: Lee Dong-seok, auch Don Lee) ist ein amerikanisch-südkoreanischer Schauspieler. 2004 hatte er seine erste Rolle in dem Film Dance with the Wind (Baram-ui Jeonseol). 2013 wurde er mit dem Baeksang Arts Award als bester Nebendarsteller in dem Film The Neighbour ausgezeichnet. 2016 spielte er eine Hauptrolle in dem Film Train to Busan, der über 10 Millionen Kinozuschauer in Südkorea verzeichnete.
2021 spielte er eine der Hauptrollen in dem Marvel-Film Eternals.
Ma Dong-seok prägt sehr stark die Actionfilme, in denen er mitspielt. Es wird deshalb bei seinen Filmen auch vom Ma-Dong-seok-Genre (마동석 장르) gesprochen. Im Deutschen würde man eher von Ma-Dong-seok-Filmen sprechen. Seinen großen Durchbruch als Actionstar hatte er mit Train to Busan (2016). Seitdem spielte er in diversen Actionfilmen die Hauptrolle, in denen er z. B. einen Polizisten, einen Sportlehrer, einen Gangster oder einen Boxer spielt, der sich letztlich Verbrechern und Bösewichten entgegenstellt und in actionreichen Gefechten besiegt.
Unter dem Namen Don Lee trainierte er vor seiner Schauspielkarriere unter anderem die Mixed-Martial-Arts-Kämpfer Mark Coleman und Kevin Randleman.

## Filmografie

### Filme
- 2004: Dance with the Wind (바람의 전설 Baram-ui Jeonseol)
- 2005: Heaven’s Soldiers (천군)
- 2006: Ssunday Seoul (썬데이 서울)
- 2007: The Worst Guy Ever (내 생애 최악의 남자)
- 2008: Beastie Boys (비스티 보이즈)
- 2008: The Good, the Bad, the Weird (좋은 놈, 나쁜 놈, 이상한 놈)
- 2009: Insadong Scandal (인사동 스캔들)
- 2009: Take Off (국가대표 Gugka Daepyo)
- 2010: Midnight FM (심야의 FM Simya-ui FM)
- 2010: The Unjust (부당거래 Budanggeorae)
- 2010: Try to Remember (우리 만난 적 있나요 Uri Mannan Jeok Itnayo)
- 2011: Adrenaline Rush (퀵 Quick)
- 2011: Pained (통증 Tongjeung)
- 2011: Perfect Game (퍼펙트 게임)
- 2011: Showtime! (Kurzfilm)
- 2012: Never Ending Story (네버엔딩 스토리)
- 2012: Dancing Queen (댄싱퀸)
- 2012: Nameless Gangster (범죄와의 전쟁 Beomjoewa-ui Jeonjaeng)
- 2012: Doomsday Book (인류멸망보고서)
- 2012: The Neighbor (이웃사람 Iutsaram)
- 2012: Love 911 (반창꼬 Banchangkko)
- 2013: New World – Zwischen den Fronten (신세계 Sin Segye)
- 2013: Norigae (노리개)
- 2013: Azooma (공정사회 Gongjeongsahoe)
- 2013: Rockin’ on Heaven's Door (뜨거운 안녕 Tteugeoun Annyeong)
- 2013: Mr. Go (미스터 고)
- 2013: Pandemie (감기 Gamgi)
- 2013: Marriage Blue (결혼전야 Gyeolhonjeonja)
- 2013: Rough Play (배우는 배우다 Baeuneun Baeuda)
- 2013: The Five (더 파이브)
- 2014: Murderer (살인자 Sarinja)
- 2014: One on One (일대일 Il Dae Il)
- 2014: Kundo – Pakt der Gesetzlosen (군도: 민란의 시대 Gundo: Millan-ui Sidae)
- 2014: The Royal Tailor (상의원 Sanguiwon)
- 2015: The Chronicles of Evil (악의 연대기)
- 2015: Veteran – Above the Law (베테랑)
- 2015: Deep Trap (함정)
- 2016: No Tomorrow (섬. 사라진 사람들)
- 2016: Train to Busan (부산행 Busan-haeng)
- 2016: Goodbye Single (굿바이 싱글)
- 2016: Derailed
- 2017: Along with the Gods: The Two Worlds
- 2017: The Mayor (특별시민)
- 2017: The Outlaws (범죄도시 Beomjoe-dosi)
- 2017: The Bros (부라더 Brother)
- 2018: Champion (챔피언)
- 2018: Along with the Gods: The Last 49 Days
- 2018: The Soul-Mate (원더풀 고스트 Wonderful Ghost)
- 2018: The Villagers (곰탱이 Gomtaengi)
- 2018: Unstoppable (성난황소 Seongnanhwangsu)
- 2019: The Gangster, the Cop, the Devil
- 2019: Bad Guys: The Movie
- 2019: Ashfall
- 2021: Eternals
- 2022: The Roundup
- 2023: The Roundup: No Way Out (범죄도시3)
- 2024: Badland Hunters
- 2024: The Roundup: Punishment (범죄도시4)

### Fernsehserien
- 2007: H.I.T (히트, MBC)
- 2008: Bulhandang (불한당, SBS)
- 2008: Tazza (타짜, SBS)
- 2008: Jusik Hoesa (알리바이 주식회사, Dramax)
- 2009: Gangjeok-deul (강적들, KBS2)
- 2009: Samkyeora (태양을 삼켜라, SBS)
- 2010: Doctor Champ (닥터 챔프, SBS)
- 2011: Nado, Kkot! (나도, 꽃!, MBC)
- 2012: Dakchigo Kkotminam Baendeu (닥치고 꽃미남 밴드, tvN)
- 2014: Nappeun Nyeoseok-deul (나쁜 녀석들, OCN)
- 2015: Sense8 (Netflix)
- 2016: 38 Sagidongdae (38사기동대, OCN)